# Манифет, Анатолий Иванович
Анатолий Иванович Манифет (18 января 1922 — ?) — участник Великой Отечественной войны, комбайнёр Приморско-Ахтарской МТС. Герой Социалистического Труда (1953).

## Биография
Родился 18 января 1922 года в Ейске (Краснодарский край). По национальности — русский. Окончил сельскую школу и курсы механизаторов. С мая 1938 года работал механизатором в колхозе имени Ленина.
В Красной армии с мая 1941 года. Участвовал в Великой Отечественной войне с января 1942 года. Служил в 9-м гвардейском механизированном корпусе, механиком-водителем танка.
Демобилизовался в августе 1945 года в звании старшины. После демобилизации вернулся на родину, где работал а том же колхозе — комбайнёром, затем перешёл работать на Приморско-Ахтарскую машинно-тракторную станцию (МТС), которая обслуживала этот колхоз. Во время уборочной 1952 года, Анатолий Манифет за 25 рабочих дней намолотил на комбайне «Сталинец-6» 8094 центнера зерна.
Указом Президиума Верховного Совета СССР от 25 августа 1953 года за достижение высоких показателей на уборке и обмолоте зерновых культур в 1952 году Анатолию Ивановичу Манифету было присвоено звание Герой Социалистического Труда с вручением ордена Ленина и золотой медали «Серп и Молот».
В дальнейшем Анатолий Манифет показывал рекордные намолоты зерновых: в 1957 году с 219 гектаров он намолотил 6098 центнеров зерновых культур. На пенсии с 1982 года.

## Награды и звания
Анатолий Иванович Манифет имел следующие награды:
- Герой Социалистического Труда (16 апреля 1949, орден Ленина — № 238433 и медаль «Серп и Молот» — № 6724);
- 2 ордена Отечественной войны 1-й степени (16 февраля 1945 и 1 марта 1985)[3][4];
- Орден Красной Звезды (1945)[5];
- Орден Славы 3-й степени (25 января 1945);
- Медаль «За трудовую доблесть» (6 августа 1954);
- так же ряд прочих медалей;
- Заслуженный работник сельского хозяйства Кубани (9 января 1996).